# 陳譚新
陳譚新（Thomson Chan Tam Sun，1941年5月8日—），香港足球球證，他是首位在世界盃足球賽執法的華人球證。
陳譚新中學畢業於金文泰中學，其後於香港中文大學畢業。他一直熱愛足球，曾擔任輔警，1969年正式加入香港足球總會擔任三等球證，在香港聯賽等賽事中執法。其後成為國際球證，執法生涯15年間曾擔任亞運會決賽、世青盃決賽、亞洲盃決賽、奧運、世界盃外圍賽等各項大型足球賽事的主球證。 
1982年世界盃他獲選成為球證之一，為第一圈E組賽事洪都拉斯對北愛爾蘭任主球證，成為首位在世界盃決賽週執法的華人球證。當時他請了兩個月假期前往西班牙，另外曾擔任過4場旁證（包括次圈巴西對意大利的一場經典賽事）及1場第四裁判 。1991年獲國際足協頒發裁判特別榮譽奬章。
自1980年起，陳譚新已在英國接受裁判導師課程，2000年在德國參與國際足協裁判導師訓練班，1994年至2002年出任國際足聯裁判導師委員。1990年至2006年，他擔任國際裁判導師，訓練香港本地及外國球證，曾到國家包括日本及蒙古等地。
陳譚新亦偶然在大型足球賽事，如世界盃、歐洲國家盃等亮相擔任嘉賓評述員。2007年5月，他獲澳門足球總會邀請出任裁判總監，重組裁判架構設立分級制度，並將裁判逐步年輕化。

## 執法失誤
1985年足總盃決賽
1985年6月13日，足總盃決賽由南華對俠士在政府大球場挑燈夜戰，14分鍾南華中場麥格夫踢對方曾廷輝被陳譚新拔黃牌警告，南華及俠士在法定90分鐘賽成2-2平手，需加時30分鐘，加時上半場9分鐘麥格夫故意踢球出界，陳譚新再出示黃牌，但沒有驅逐麥格夫離場，俠士球員抗議不果；最終雙方再沒無增添紀錄，以十二碼決勝，麥格夫替南華先入第一球，結果5-3南華獲勝。事後陳譚新在觀看電視重播後承認錯誤，入信香港足球總會願意承擔責任。